# 広野インターチェンジ
広野インターチェンジ（ひろのインターチェンジ）は、福島県双葉郡広野町上北迫にある常磐自動車道のインターチェンジである。
本ICの北方（広野町・楢葉町境付近）を境に、仙台方面は山元まで暫定2車線、三郷方面は水戸まで完成4車線となる。

## 概要
事業費は約410億円。広野町の中心部からは離れており、楢葉町の境界付近に位置する。
常磐富岡ICについては2011年（平成23年）3月11日に発生した東日本大震災および福島第一原子力発電所事故による居住制限区域（事故発生当初は警戒区域）に指定されており、当IC - 常磐富岡IC間が長期間閉鎖されていた。なお、この区間については2012年（平成24年）2月に復旧工事を開始し、ならはPAまでの区間が2013年（平成25年）1月に再開する予定としていたが、その後常磐富岡ICまで除染が完了したため、常磐富岡ICまで通しで工事を行った結果、2014年（平成26年）2月22日に当IC - 常磐富岡IC間の通行を再開した。

## 歴史
- 1993年（平成5年）11月：いわき四倉IC - 常磐富岡IC間に施工命令が出される[3]。
- 2002年（平成14年）3月23日：いわき四倉IC - 広野IC間開通に伴い、供用開始[3]。
- 2004年（平成16年）4月14日：広野IC - 常磐富岡IC間開通[3]。
- 2011年（平成23年）3月11日：東日本大震災による福島第一原発事故の発生により広野IC - 常磐富岡IC間が通行止となる。
- 2014年（平成26年）2月22日：広野IC - 常磐富岡IC間が再開通（通行再開）[2]。

## 周辺
当ICは福島第一原発事故後、2015年（平成27年）9月4日まで避難指示解除準備区域（2012年8月10日までは警戒区域）の境界線上に位置していた。2011年（平成23年）4月21日までは福島第二原子力発電所の異常に関連する避難指示区域であったが、発電所の安全が確認されているとして、解除されている。
- Jヴィレッジ
- 道の駅ならは
- 二ツ沼総合運動公園
- 岩沢海水浴場
- 天神岬公園
- 楢葉南工業団地
- 広野工業団地
- JR東日本・常磐線
  - Jヴィレッジ駅
  - 木戸駅

## 道路
- E6 常磐自動車道（19番）

## 接続する道路
- 直接接続
  - 福島県道393号上北迫下北迫線

- 間接接続
  - 国道6号

当ICから国道6号を経てJヴィレッジに至る道路は、「トルシエ通り」と命名されている。

## 料金所
- ブース数：4

### 入口
- ブース数：2
  - ETC専用：1
  - 一般：1

### 出口
- ブース数：2
  - ETC専用：1
  - 一般：1

## 隣
E6 常磐自動車道
(18)いわき四倉IC - (19)広野IC - (19-1)ならはPA/SIC - (20)常磐富岡IC